# Pagodulina pagodula
Pagodulina pagodula е вид охлюв от семейство Orculidae. Видът не е застрашен от изчезване.

## Разпространение
Разпространен е в Австрия, Германия, Полша, Словакия, Украйна, Унгария и Франция.